# Pseudomunnopsis beddardi
Pseudomunnopsis beddardi är en kräftdjursart som beskrevs av Tattersall 1905. Pseudomunnopsis beddardi ingår i släktet Pseudomunnopsis och familjen Munnopsidae. Inga underarter finns listade i Catalogue of Life.